# Carolowilhelmina geognostica
Carolowilhelmina geognostica — вид панцирних риб ряду Артродіри (Arthrodira). Риба існувала у середині девону, 390 млн років тому. Скам'янілі рештки виду знайдені в Іспанії та зберігаються у Палеонтологічному музеї Університету Сарагоси.  На даний момент риба відома тільки з неповного черепа завдовжки близько 40 см. Череп мав довгу трубчасту ростральну пластину, з невеликими постнасальними пластинами і низькими інферогнатальними пластинами.